# صلیب ویکتوریا
صلیب ویکتوریا (انگلیسی: Victoria Cross) یا ویکتوریا کراس، بالاترین و معتبرترین جایزه در سیستم افتخارات بریتانیا است. این جایزه برای شجاعت «در حضور دشمن» به اعضای نیروهای مسلح بریتانیا اعطا می‌شود. این نشان همچنین ممکن است پس از مرگ افراد به آنها اعطا گردد. نشان صلیب ویکتوریا پیش‌تر توسط کشورهای مشترک‌المنافع نیز اعطا می‌شد که امروزه اکثر آنها نشان‌های افتخار خود را ایجاد کرده‌اند و دیگر از این نشان استفاده نمی‌کنند. نشان صلیب ویکتوریا ممکن است به فردی با هر درجه نظامی و در هر سطحی از خدمت، همچنین به غیرنظامیان تحت فرماندهی نظامی اعطا شود.